# Bavastrelli
Bavastrelli (Bavastrelli in ligure) è una frazione di 33 abitanti del comune di Propata, nella città metropolitana di Genova, in Liguria.

## Geografia fisica
Bavastrelli è situata nell'alta val Trebbia, a 931 m s.l.m., nei pressi del lago del Brugneto. Il territorio, come il capoluogo comunale, è compreso nel parco naturale regionale dell'Antola, e proprio dal territorio frazionario parte uno dei principali sentieri che conducono alla cima del monte Antola (1597 m).

## Storia
Nel 1622 Bavastrelli contava trenta famiglie ("fuochi"), tante quante Propata, l'odierno capoluogo.
Nel corso della seconda guerra mondiale la borgata venne coinvolta negli scontri tra partigiani e truppe nazifasciste, con queste ultime che la inserirono in una linea difensiva che aveva lo scopo di evitare che i partigiani procedessero verso la costa.
Il fiore giallo del tarassaco, comunissimo in queste zone campestri, è stato scelto come simbolo dell'abitato di Bavastrelli.

## Monumenti e luoghi d'interesse

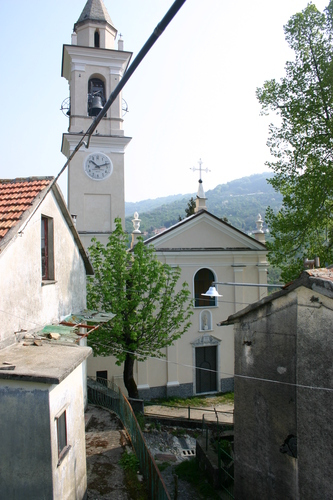
La chiesa di San Giacomo

### Architetture religiose
- Chiesa di San Giacomo, chiesa parrocchiale della frazione,[3] è stata edificata nel 1836.[4][5] Nel 1918 fu istituita la parrocchia di Bavastrelli, distaccata da Propata.[4] Presenta una facciata a capanna intonacata con quattro paraste a capitello a sostegno del timpano di coronamento: al centro si trova il portale d'accesso in pietra, sovrastato da una piccola nicchia contenente la statua di san Giacomo il Maggiore e da una finestra ad arco a tutto sesto.[5] Sul lato sinistro della chiesa si innalza il monumentale campanile a sezione quadrata, con il fusto lesenato, dotato di cella campanaria incorniciata con aperture a tutto sesto e coronata da un tamburo ottagonale cuspidato.[5] L'interno, a navata unica, comprende un'abside modificata dotata di altari laterali e una copertura a volta a botte.[5] La parrocchia di Bavastrelli conta circa 40 abitanti[3] e la festa patronale di san Giacomo il Maggiore viene celebrata ogni 25 luglio.
- Cappella della Madonna delle Grazie, situata sulla strada provinciale poco fuori dall'abitato, nei pressi del centro sportivo.[6][7]
- Cappella della Madonna, piccolo oratorio ottocentesco situato nei pressi del cimitero.[8]
- Cappella della Madonna delle Grazie, situata sul sentiero che dal paese conduce al monte Antola.[9]
- Cappella di Sant'Antonio, situata sul sentiero che dal paese conduce al monte Antola.[10].

## Economia
Si basa principalmente sull'agricoltura e sulla produzione locale.

## Infrastrutture e trasporti
Bavastrelli è situato lungo la Strada Provinciale 15 del Brugneto la quale collega Torriglia con Montebruno, adiacente alla Strada statale 45 di Val Trebbia collegante Genova con Piacenza.

### Trekking
Il sentiero Bavastrelli–Monte Antola, con un dislivello di 766 m è uno dei più frequentati e impegnativi sentieri di trekking che portano alla cima del monte Antola. Arrivati in prossimità della chiesa del paese si prosegue la strada che sale verso sinistra, proseguendo per una mulattiera acciottolata tra la boscaglia, da cui si possono osservare vedute della sottostante vallata e del lago del Brugneto. Dopo un tratto quasi in piano si incontra la cappella di Sant'Antonio, mentre poco più avanti la mulattiera piega in direzione nord, e sale passando accanto alla cappelletta della Madonna delle Grazie. Verso quota 1 400 m si entra in una faggeta e di lì a poco si giunge al nuovo Rifugio dell'Antola (1537 m). Dal rifugio, dopo poco si giunge alla vetta (1597 m).